# 东风路街道 (大冶市)
东风路街道是中华人民共和国湖北省黃石市大冶市下辖的一个街道办事处。
2011年9月，湖北省民政厅批复同意设立东风路街道。

## 行政区划
东风路街道下辖以下村级行政区划单位：
新冶社区、东风路社区、观山花园社区、铜草花园社区、康乐社区、朝阳社区、向阳社区、东鑫社区、下冯村、下黄村、叶家坝村、七里界村和观山村。